# Physophorina livingstonii
Physophorina livingstonii är en insektsart som beskrevs av John Obadiah Westwood 1874. Physophorina livingstonii ingår i släktet Physophorina och familjen Pneumoridae. Inga underarter finns listade i Catalogue of Life.